# 红木 (红木属)
红木（Achiote）又稱胭脂樹、臙脂樹、胭脂木（云南金平）、紅色樹，是热带红木科红木属唯一一种的植物。其种皮红色，可生产浅红色或黄色粉末状染料胭脂树红，用于食品（黄油、乳酪、人造黄油）及纺织品、化妆品的着色剂。

## 分布
原产于热带南美洲及西印度群岛一带。在热带及亚热带地区广为种植，分布在台湾以及中国大陆的广东、云南等地，目前已由人工引种栽培。

## 形态
常绿灌木或小乔木，株高达9米；小枝和花序有腺毛；卵形叶子基出五脉，长8—18厘米；秋季开粉红色花，花径5厘米，圆锥花序顶生；卵形或近似球形、绿色、紫红色、褐色蒴果，长5厘米，密生长刺，两瓣裂；种子红色，可在烹調時添加進食物，為食物加添橙黃色的顏色，如莱斯特芝士。

## 功效
具有利尿劑、抗氧化劑、抗發炎、抗菌劑以及祛痰劑等。幫助保護肝臟及腎臟，可以降低血糖值。對於消化不良、發燒、咳嗽、燒傷、皮膚問題以及體重流失等疾病很有幫助。

## 图库

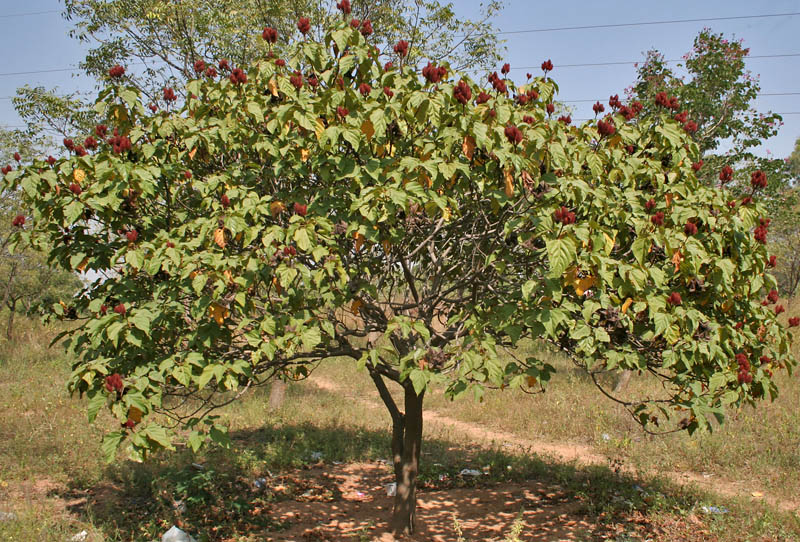
印度海得拉巴的胭脂树.
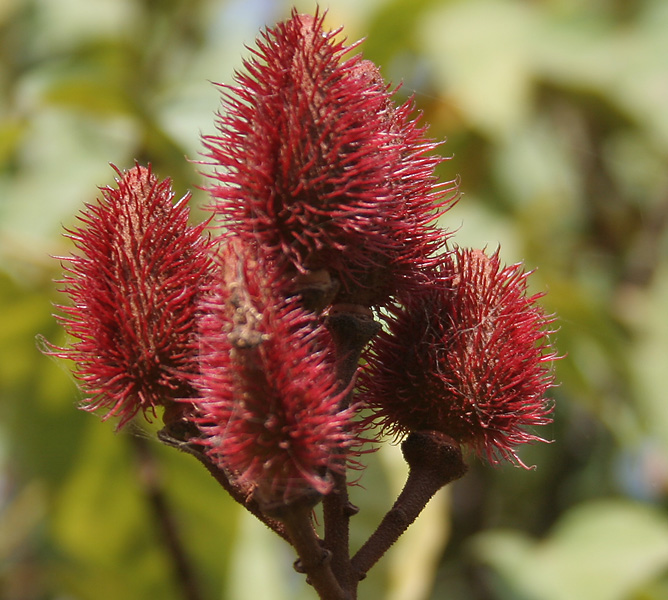
印度胭脂树的果实.
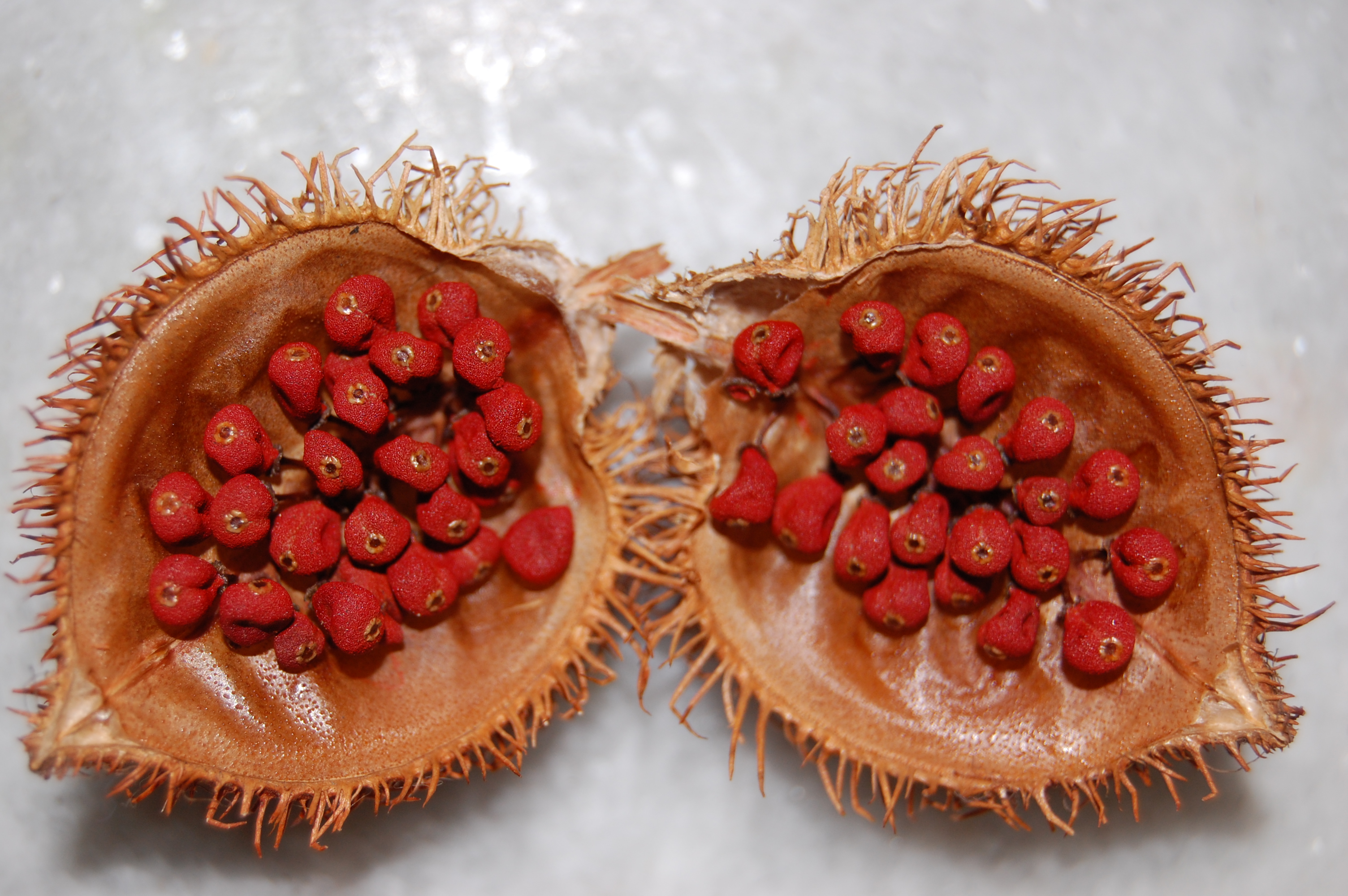
分裂的种子
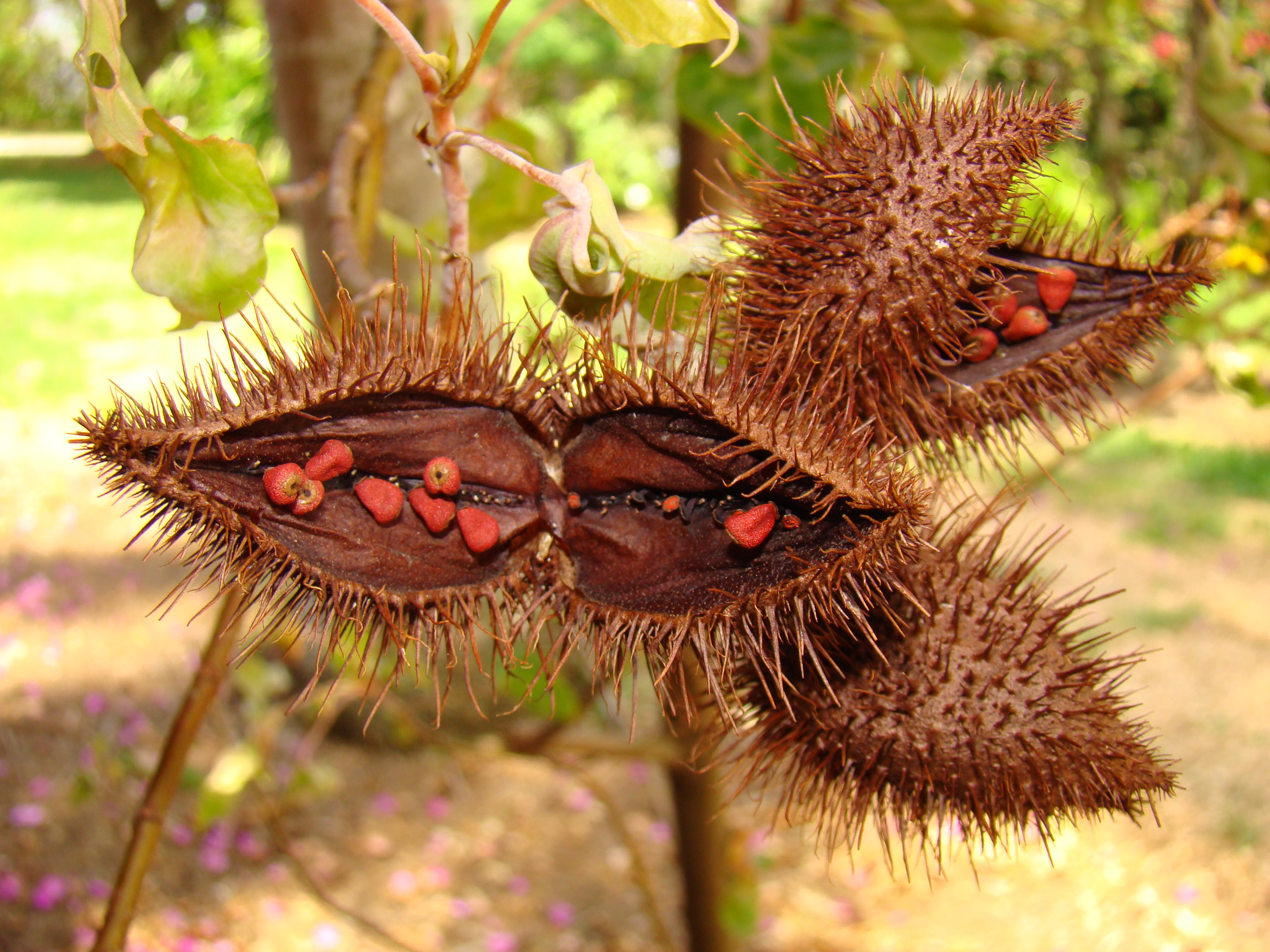
Edison & Ford Winter Estates, Ft Myers, Florida.
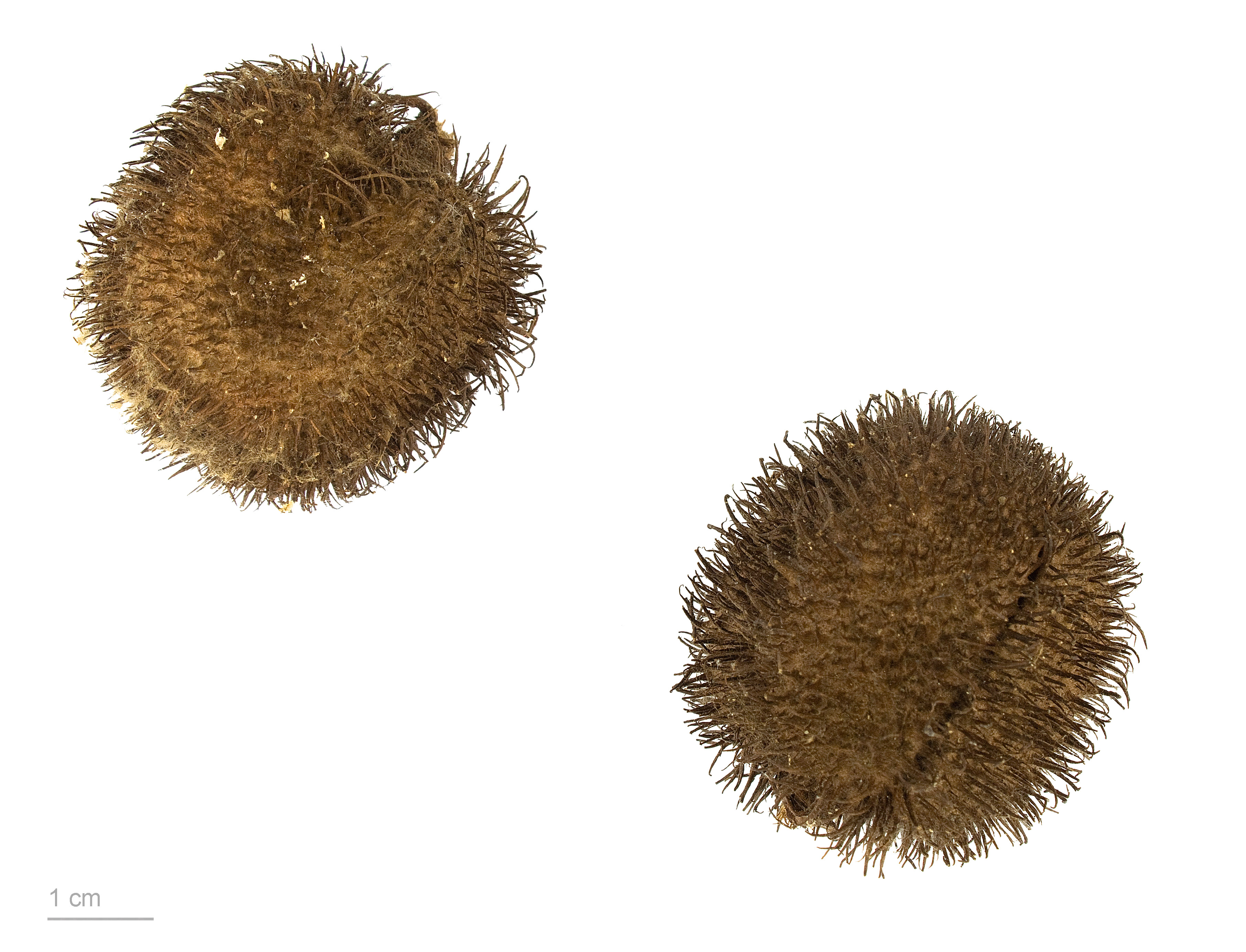
Bixa orellana
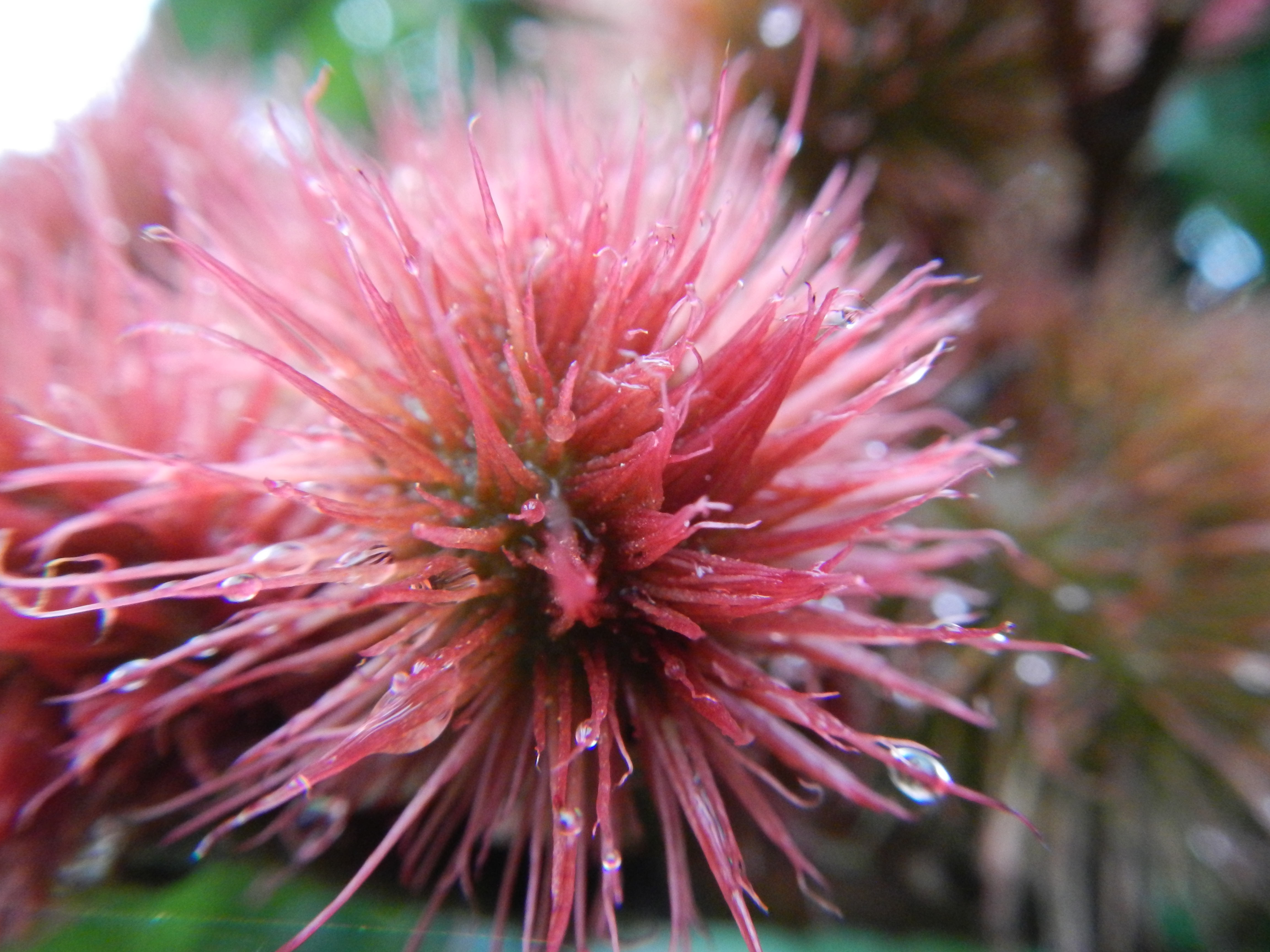
In General Emilio Aguinaldo, Cavite （页面存档备份，存于）
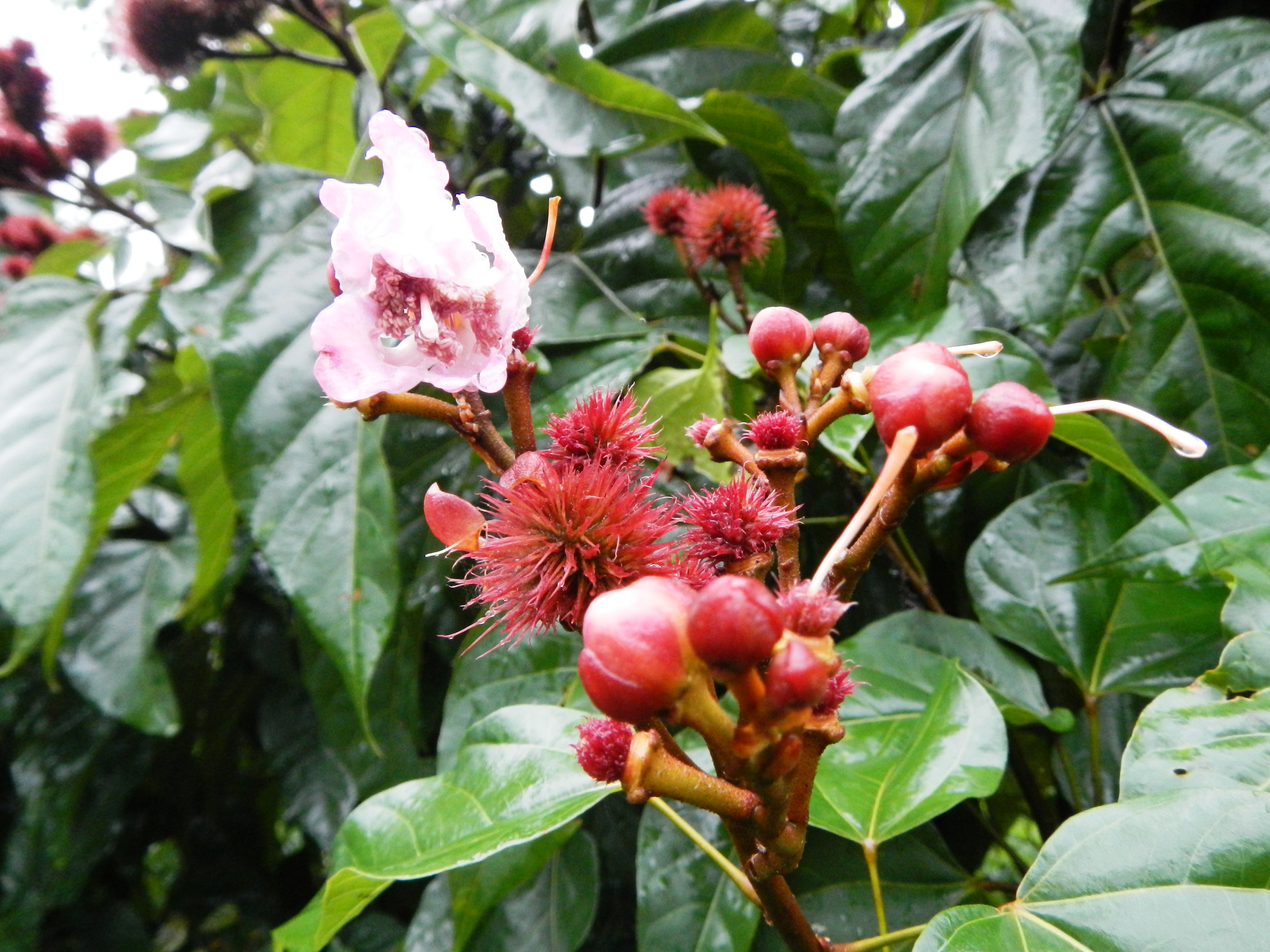
Fruit

## 外部連結
- 紅木, Hongmu （页面存档备份，存于） 藥用植物圖像數據庫 (香港浸會大學中醫藥學院) （繁體中文）（英文）